# Підводні човни типу «Кашалот»
Підводні човни типу «Кашалот» (англ. Cachalot-class submarine) — клас військових кораблів з 2 середніх підводних човнів, випущених американськими суднобудівельними компаніями Electric Boat у Гротоні та Portsmouth Naval Shipyard у Кіттері у 1931—1934 роках. Субмарини цього типу входили до складу військово-морських сил США та брали активну участь у боях Другої світової війни. Спочатку вони називалися V-8 і V-9, що були відомі як «V-човни», хоча вони не були пов'язані з іншими сімома підводними човнами (від V-1 до V-7), побудованими між Першою і Другою світовими війнами. Було проведено широке дослідження для визначення оптимального розміру підводного човна згідно з обмеженнями Лондонського морського договору, враховуючи загальну потужність, витривалість і автономність дії субмарин, які могли б утримуватися на станції далеко від основних баз підводних човнів, у разі виникнення війни на Тихому океані.

## Підводні човни типу «Кашалот»
Позначення
| № | Корабель   | Верф                                       | Закладений     | Спущений          | У строю       | Статус                                                                     |
| - | ---------- | ------------------------------------------ | -------------- | ----------------- | ------------- | -------------------------------------------------------------------------- |
| 1 | «Кашалот»  | Portsmouth Naval Shipyard, Кіттері, Мен    | 21 жовтня 1931 | 19 жовтня 1933    | 1 грудня 1933 | 17 жовтня 1945 року виведений зі складу флоту; 1947 році списаний на брухт |
| 2 | «Каттлфіш» | Electric Boat Company, Гротон, Коннектикут | 7 жовтня 1931  | 21 листопада 1933 | 8 червня 1934 | 24 жовтня 1945 року виведений зі складу флоту; 1947 році списаний на брухт |